# Juliano ben Sabar

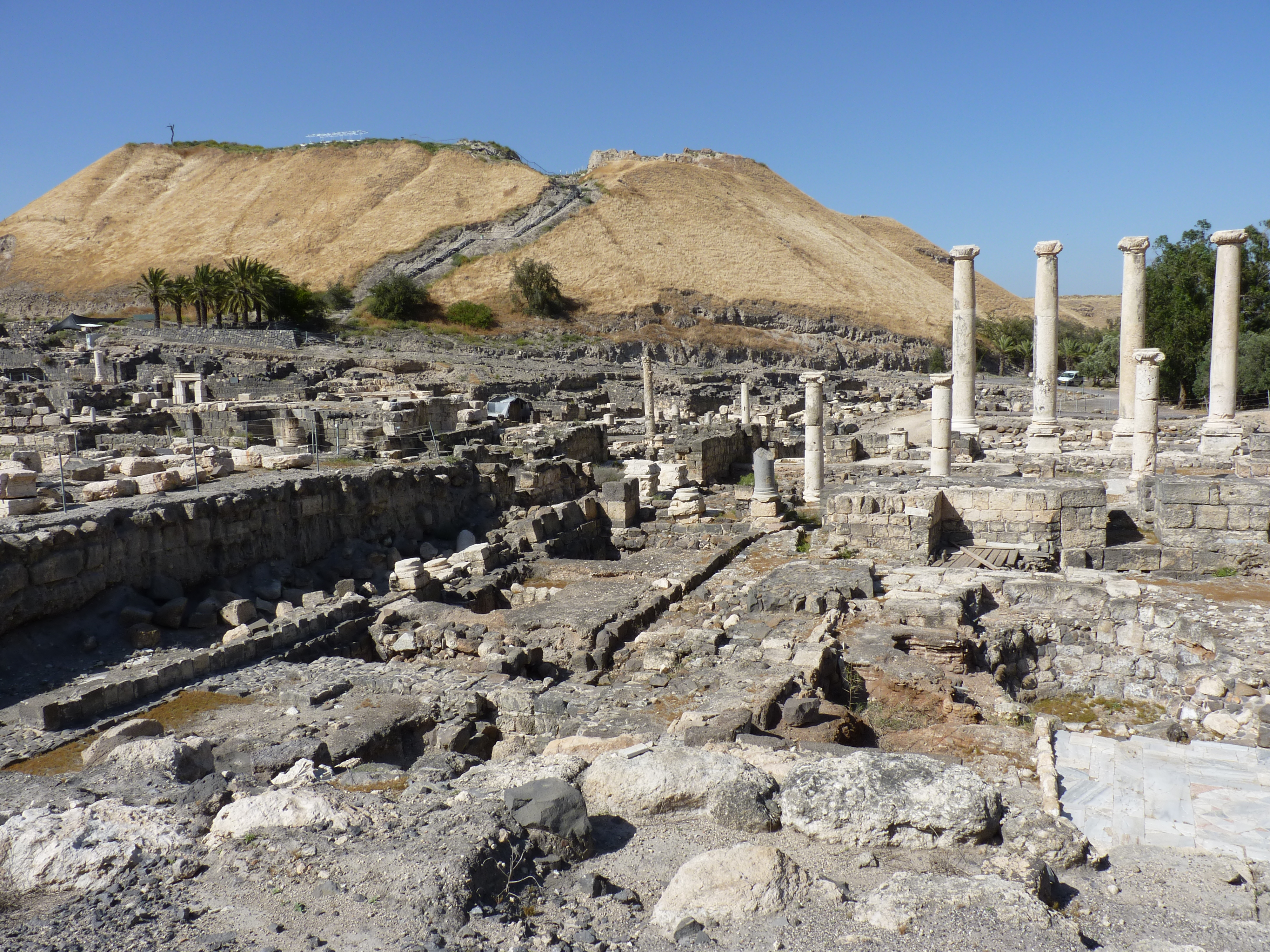
Ruinas romanas de Escitópolis.

Juliano ben Sabar, también conocido como Julián o Juliano ben Sahir y latinizado como Iulianus Sabarides, fue un líder mesiánico de los samaritanos.
En el año 529, Juliano encabezó una revuelta contra el Imperio bizantino gobernado por Justiniano I, debida según Procopio de Cesarea a la legislación que prohibía su culto, o por las tensiones con los cristianos según Cirilo de Escitópolis. Juliano se declaró rey de Israel, tomando a Jeroboam I como modelo, y dirigió un ejército samaritano que hizo estragos en las ciudades de Escitópolis, Cesarea Marítima, Neápolis, Belén y Emaús. Hacia 530 se había hecho con casi toda Samaria, en una rebelión marcada por las masacres de cristianos a gran escala y la destrucción de iglesias.
El emperador Justiniano recurrió a la ayuda de los gasánidas, consiguiendo que en 531 la revuelta hubiese sido sofocada, y el mismo Juliano decapitado, según Teófanes el Confesor. Decenas de miles de samaritanos fueron asesinados y esclavizados, y muchos vendidos en todo Oriente Medio. Algunos serían exportados a lugares tan lejanos como el Imperio sasánida, donde sus descendientes serían reclutados para la invasión persa del Levante mediterráneo 85 años más tarde.
La sublevación de Juliano ha sido comparada con la rebelión de Bar Kojba en la vecina Judea.